# Filmljud
Filmljud är ett begrepp som innefattar allt som hörs i en film. Allt ifrån människor som pratar till ett kraftigt åskväder.

## Historik
Strax efter det att Thomas Alva Edison visat sin fonograf för första gången 1876, fick han idén att kombinera ljudet med bilder. Han började experimentera med detta på allvar 1888, efter att ha träffat Eadwerd Muybridge. Denne hade sökt upp Edison för att få hjälp med att utveckla sitt Zoopraxiscope, en apparat som visade rörliga bilder. Edison utvecklade dock sin egen variant av filmvisningsapparat, Kinetoscope.
Redan 1895 gjorde Edison och hans ingenjör William K.L. Dickson ljudfilmsexperiment. De lyckades dock aldrig lösa problemet med hur de skulle få bild- och ljudinspelningsapparaterna att gå synkront.
Från cirka år 1900 gjordes, framförallt i Europa, olika försök att låsa ihop bild- och ljudapparater mekaniskt. Man lyckades dock aldrig hitta någon pålitlig metod som kunde bli standard.
I stället valde man att ha ljudeffektmakare, orkestrar och ibland skådespelare som läste replikerna, i biosalongerna. Därför kan man inte säga att det någonsin funnits stumfilm, något slags ljud har alltid åtföljt bilderna.
Warner Bros. var det första bolag som producerade en film som hade synkront ljud från början till slut när de år 1927 presenterade Jazzsångaren. Filmen använde sig av det opålitliga Vitaphone-systemet, där ljudet är inspelat på en separat grammofonskiva mekaniskt synkroniserad till projektorn. Detta system ersattes efter ett par år med det betydligt bättre Movietone, där man spelar in ljudet optiskt på själva filmremsan. Det är den metod som fortfarande används för analogt ljud på biografer.

## Arbetssätt
Ljudarbetet i en filmproduktion kan delas upp i två delar: inspelning och efterarbete.

### Inspelning; ljudupptagning på plats
Detta innebär att, vanligen två, ljudtekniker befinner sig på inspelningsplatsen och spelar in framför allt dialogen. Eftersom det är relativt enkelt att i efterhand göra om andra ljud än dialog, försöker man eliminera dessa så gott det går. Till exempel ljudet av steg på grus, lövsus, trafikbuller eller prasslande kläder kan förstöra inspelningen av dialogen, så en av ljudteknikernas uppgifter är att försöka bli av med så mycket av dessa ljud som möjligt, för att få en så ren dialoginspelning som möjligt.
När filmen är färdigklippt kan man lägga till dessa ljud, och då välja precis hur de ska låta och hur starka de ska vara i förhållande till dialogen.
Om filmerna innehåller mycket specialeffekter som exempelvis regn, vind, eld eller explosioner, kan det vara omöjligt att spela in ett bra dialogljud. Då blir man tvungen att spela in dialogen i en ljudstudio när filmen är färdigklippt. Detta kallas för eftersynk. Många skådespelare och regissörer tycker illa om eftersynk, eftersom det är svårt att få samma spelkvalitet när skådespelaren står stilla i en studio, som man hade på inspelningsplatsen där skådespelaren kanske sprang eller hade arbetat upp en stämning i en inlevelsefull scen.
Eftersynk är dessutom tidskrävande och därför dyrt.
En vanlig svensk långfilm innehåller ungefär 80% synkdialog och 20% eftersynk. En vanlig amerikansk actionfilm innehåller 0% synkljud. All dialog där är eftersynkad. 
I både svensk och amerikansk film är 100% av de övriga ljuden ditlagda efteråt. Det gäller både ljudet av steg, fågelkvitter, trafik och ljudeffekter som skott, slag, dörrar och telefonsignaler.

### Efterarbete; ljudläggning och mix (Postproduktion)
Man kan dela upp filmljudet i fyra kategorier
1. Dialog (både synk- och eftersynk)+ tramp, som är ljud av människor som rör sig (ofta steg och klädprassel, därav namnet)
2. Ljudeffekter. T.ex. bildörr, telefonsignal, korta ljud där man ser ljudkällan i bild
3. Atmosfärer, längre ljud där man inte ser ljudkällan. Atmosfärljuden beskriver ofta vad som finns utanför bild. Exempel på atmosfärsljud är vind, trafik, fågelkvitter m.m.
4. Musik, som kan vara diegetisk (musiken spelas i filmens handling och rollkaraktärerna är medvetna om den) eller icke-diegetisk (vanlig filmmusik som spelas utanför filmens handling och som rollkaraktärerna därför är omedvetna om)

Efter ljudläggningen mixas dessa olika ljud ihop av en filmmixare. Nuförtiden görs all film- och teveproduktion i något stereoformat. Ska filmen visas på biograf görs mixen oftast i 6- kanalers surround-stereo, 5.1. I så fall görs mixen i en filmmixer, en lokal som ser ut som en biograf. Detta gör man för att få ett intryck av hur filmen kommer att låta när den visas i en stor salong.

## Föråldrade format
- Cinema Digital Sound – ett digitalt ljudsystem för biografer, använt 1990–1992